# Jánkmajtis–Kölcse Gazdasági Vasút
A Jánkmajtis-Kölcse Gazdasági Vasút, esetleg Erdőháti Kisvasút (becenevén Pici vagy Picivasút) egy kisvasút volt Szabolcs-Szatmár-Bereg megyében, a mátészalkai járásban. A környéken a vasút létrehozásáról először 1947-ben, a hároméves terv keretein belül döntöttek. Szükségességét a környék nagy termőföldjeinek vasúti lefedetlensége indokolta. 

## Tervek
1955-ben hagyták jóvá a kisvasút terveit. Ezek szerint két vonal épült volna: az egyik Jánkmajtisról Szatmárcsekére, a másik Fehérgyarmatról Szatmárcsekén át Tiszabecsig tartott volna. Az így kialakult körvasút kiegészítésére további tervek születtek, amelyek többek között a kisvasutat Zajtára és Vásárosnaményra vezették volna még el, de ezek már sosem kerültek elfogadásra. A mérnökök számításai szerint a gabonaszállítás ára negyedére csökkent volna a környéken. A Fehérgyarmat – Tiszabecs és a Jánkmajtis – Szatmárcseke vonalakon évente 78 ezer tonna áruval és 243 ezer utassal számítottak. 

## Építése és átadása
Az első szakaszt 1957-ben adták át, Jánkmajtistól Csaholcig. A második szakasz két év késéssel készült el, 1960. január 20-án adták át a Kölcséig tartó szakaszt. Azonban már 1958-ban, a fehérgyarmati állomás tervezésekor rájöttek, hogy a teljes projektre szánt 31 millió forintot már szinte teljesen felélték, így a vasút ezután tovább már nem bővült. 1961-ben 3 db C–50-es tartozott a vonalhoz, a személyforgalmat öt kocsival bonyolították, valamint több mint 30 teherkocsi is használatban volt.

## Bezárása
Sajnos azonban ezt a gazdasági vasutat sem kímélte meg az 1968-as közlekedéspolitikai koncepció, amely ezt is bezárandó vonalnak jelölte ki. 1972. január elsejétől minden forgalmát megszüntették, az utasokat és az árut közútra terelték. Szinte várakozás nélkül, 1972 tavaszán elbontották a síneket. A felszerelést és járműveket a Kisújszállási Gazdasági Vasútra szállították, az itt dolgozóknak vagy a jánkmajtisi vasútállomáson, vagy az újonnan létrehozott buszjáratokon adtak állást.

## Emlékezete
Az vonal egyik mozdonya a fehérgyarmati vasútállomás előtt áll, a jánkmajtisi állomáson pedig emléktábla van. A kölcsei állomás táblája és néhány méternyi pálya az eredeti végállomástól néhány száz méterre, a művelődési ház előtt tekinthető meg, ahol egy teherkocsi is ki van állítva.